# Mausi und Paul
Mausi und Paul (Modeste et Pompon) ist eine belgische Comic-Reihe, die hauptsächlich aus einseitigen humorvollen Kurzgeschichten über einen temperamentvollen jungen Mann (Paul) und seine Freundin (Mausi) besteht.

## Hintergrund
Die Serie entstand 1955 nach einem Streit des Comic-Künstlers André Franquin mit seinem Verleger Dupuis, dem Herausgeber des Spirou Magazins. Aus Verärgerung über Dupuis hatte Franquin kurzfristig beim Konkurrenzblatt Tintin angeheuert, wo man unverzüglich einen Fünfjahresvertrag mit ihm abgeschlossen hatte.
In Zusammenarbeit mit den damals noch recht unbekannten Szenaristen René Goscinny (dem Verfasser von Asterix), Peyo (Schöpfer der Schlümpfe), Greg (später u. a. Autor von Andy Morgan, Comanche, Bruno Brazil, Luc Orient) und Tibet (bekannt durch Rick Master) entstand ein heiterer Familien-Gagstrip, der erkennbar Bezüge zu amerikanischen Vorbildern wie Donald Duck oder auch Blondie aufweist.
Der Streit mit Dupuis war kurz darauf beigelegt und Franquin kehrte zu Spirou zurück. Da der Fünfjahresvertrag mit Tintin gleichwohl erfüllt werden musste, kam es zu der einmaligen Situation, dass Franquin für beide führenden belgischen Comicmagazine jener Zeit gleichzeitig arbeitete. Insgesamt zeichnete Franquin 183 Episoden von Mausi und Paul. Doch nach Ablauf seines Vertrages im Jahr 1959 verkaufte er die Rechte an den Figuren an die Verleger des Tintin-Magazins, wo man die Betreuung der Serie an Dino Attanasio übergab.
Spätere Zeichner der Serie, die bis 1988 fortgeführt wurde, waren Mittéï (1968–1975), Griffo (1975), Bertrand Dupont (1976–1984), Thomas Eric (1981) und Walli (1980–1988).

## Hauptfiguren
- Paul (Modeste) ist ein ideenreicher, aber leicht erregbarer junger Vorstädter, der schnell die Beherrschung verliert, wenn die Dinge nicht so laufen wie beabsichtigt. Paul ist die alleinige Hauptfigur der Serie, die im Mittelpunkt jeder Episode steht. Charakterlich erinnert er zum einen an Franquins Fantasio, aber auch an Donald Duck. Er träumt von Ruhe und bescheidenem Glück, doch etwas kommt ihm immer in die Quere. Wenn es einmal nicht Felix und seine Erfindungen, dessen Neffen oder die bösen Nachbarn sind, scheitert er – ähnlich wie Donald Duck – zuverlässig an der Tücke des Objekts bzw. seiner eigenen Unzulänglichkeit.

- Mausi (Pompon) ist Pauls Freundin. Ihre Erkennungszeichen sind ein Pferdeschwanz, der durch zwei schwarze (bei besonderen Anlässen weiße) Pompons gehalten wird, sowie ihr rotes (manchmal auch gelbes) Kleid mit weißem Kragen, weißem Gürtel und aufgesetzten weißen Taschen. Obwohl die Serie auch ihren Vornamen trägt, hat sie nur eine Nebenrolle. Sie beschränkt sich darauf, Paul zu gefallen und während seiner regelmäßigen Ausbrüche beruhigend auf ihn einzuwirken. Während sie anfangs mindestens in einem Bild jeder Episode auftaucht, muss sie ihre Nebenrolle später zunehmend mit anderen Figuren teilen:

- Eine wiederkehrende Ursache der unzähligen Wutausbrüche von Paul ist sein Vetter Felix. Er ist ein nervtötender Handelsvertreter/Verkäufer, der immer wieder versucht, angeblich bahnbrechende Erfindungen wie Superkleber, Fleckenentferner, Schnellfärbemittel, Fernsteuerungen etc. an den Mann zu bringen. Regelmäßig soll Paul sein erster Kunde sein und unvermeidlich führen seine Verkaufspräsentationen in die Katastrophe. Felix erinnert in Vielem an Franquins spätere Meisterschöpfung, den erfindungsreichen Büroboten Gaston Lagaffe.

- Eine weitere Parallele zu Donald Duck sind die drei Neffen. Eigentlich ist Félix ihr Onkel, doch sie sind regelmäßig bei Paul anzutreffen, den sie durch ihre Dummheiten und Witze in die Verzweiflung treiben. Bei ihrem ersten Auftauchen waren sie noch zu fünft und wurden als die kleineren Vettern von Felix – und nicht als seine Neffen – eingeführt. Dann reduzierte sich ihre Zahl zunächst auf vier und schließlich auf drei. Bis auf eine Ausnahme (Dédé/Amadeus) haben sie keine Vornamen, doch kann man sie an ihrem Kopfhaar sowie an der Farbe ihrer Hemden (blau, weiß und rot) auseinanderhalten.

- Amüsantes Thema vieler Episoden ist das Verhältnis von Paul zu seinen Nachbarn. Sein linker Nachbar ist der dickbäuchige Schmarotzer Herr Meier (Monsieur Dubruit; Du Bruit = französisch für „Geräusche“) mit seiner lauten Familie. Meier ist eine Schöpfung von René Goscinny, aus dessen Feder alle Gags mit Meier stammen. Meier ist, wie sein Name im Original vermuten lässt, eine Nervensäge und fällt Paul durch seine Unverschämtheit zur Last.

- Auf ganz andere Art belastet ist Pauls Verhältnis zu seinem Nachbarn zur Rechten, Herrn Mayer (Monsieur Ducrin), Mayer stammt aus der Feder von Greg. Er ist ein jähzorniger und ewig schlecht gelaunter Menschenfeind, mit dem sich Paul permanent befehdet. Obwohl die Auseinandersetzungen mit seinen Nachbarn eine Konstante der Serie sind, begegnen sich Meier und Mayer während der gesamten Laufzeit der Reihe nicht ein einziges Mal.

## Die Alben und Gesamtausgabe
Zwischen 1985 und 1989 sind in Deutschland insgesamt 9 Alben beim Verlag Comicplus+ erschienen:
- 1 Wenn Baby schreit (Franquin)
- 2 Die Verkaufskanone (Franquin)
- 3 Verflixt und zugeschweisst (Franquin)
- 4 Alles halb so wild (Franquin)
- 5 Ein dicker Hund (Dino Attanasio)
- 6 Nach Strich und Faden (Dino Attanasio)
- 7 Scherz beiseite (Dino Attanasio)
- 8 Beherrschung ist alles (Dino Attanasio)
- 9 Wie gewonnen, so zerronnen (Dino Attanasio)

2016 wurde im Carlsen Verlag eine Gesamtausgabe alle Gags veröffentlicht.

## Belege
Dieser Artikel wurde unter anderem unter Verwendung von Material der Seiten Modeste et Pompon auf www.franquin.com und www.bdcouvertes.com erstellt. Zu erwähnen sind außerdem die Verlagsinformationen zur Serie von Comicplus+, die im ersten Band „Wenn Baby schreit“ abgedruckt sind.